# Oxyopes cornifrons avakubensis
Oxyopes cornifrons là một phân loài nhện trong họ Oxyopidae.
Loài này thuộc chi Oxyopes. Oxyopes cornifrons avakubensis được Roger de Lessert miêu tả năm 1927.